# Mudali
Mudali (nep. मुडली) – gaun wikas samiti w środkowej części Nepalu w strefie Narajani w dystrykcie Parsa. Według nepalskiego spisu powszechnego z 2001 roku liczył on 728 gospodarstw domowych i 4783 mieszkańców (2274 kobiet i 2509 mężczyzn).